# Quinclorac
Quinclorac ist eine chemische Verbindung und ein 1989 von der BASF eingeführtes Wuchsstoff-Herbizid (synthetisches Auxin). Ein strukturell verwandtes Mittel ist Quinmerac.

## Gewinnung und Darstellung
Quinclorac kann ausgehend von 7-Chlor-8-methylchinolin gewonnen werden. Dieses wird chloriert und reagiert anschließend mit Hydroxylamin-Hydrochlorid weiter, wobei der Chlor an der Seitenkette durch eine Nitrilgruppe ersetzt wird. Durch Reaktion mit Schwefelsäure wird diese zur Carbonsäure hydrolysiert.

## Verwendung
Quinclorac wirkt spezifisch gegen Ungräser und wird vor allem gegen Hühnerhirsen (Echinochloa) im Reisanbau benutzt.

## Zulassung
In den Staaten der EU und in der Schweiz sind keine Pflanzenschutzmittel mit diesem Wirkstoff zugelassen. Von der BASF wird der Wirkstoff beispielsweise auf dem brasilianischen Markt vertrieben.